# 지몬 테로데
지몬 테로데(독일어: Simon Terodde, 1988년 3월 2일 ~ )는 독일의 은퇴한 축구 선수로, 현역 시절 포지션은 스트라이커였다.